# Хайнрих II фон Варт
Хайнрих II фон Варт (на немски: Heinrich II von Wart; † декември 1193) е благородник от рода на Фрайхерен фон Варт от днешния кантон Цюрих, Швейцария, фогт на Вайтенау във Визентал.
Той е син на Арнолдус де Варт († 1168/1170).
Резиденцията на фамилията му е замък Варт в днешната община Нефтенбах.
Фамилията има също имения в Шварцвалд. Около 1100 г. братята Арнолд, Еркинболд и Хайнрих фон Варт даряват земи на манастир „Св. Блазиен“, който основава там манастир „Приорат Вайтенау“ и фамилията става там фогт.

## Деца
Хайнрих II фон Варт има син:
- Рудолф I фон Варт († сл. 1245), женен за фон Ешенбах, дъщеря на фрайхер Валтер II фон Ешенбах († 1226) и Ита фон Оберхофен († сл. 1227); имат син:
  - Рудолф II фон Варт († сл. 1269); има дъщеря